# Beste van alle mogelijke werelden

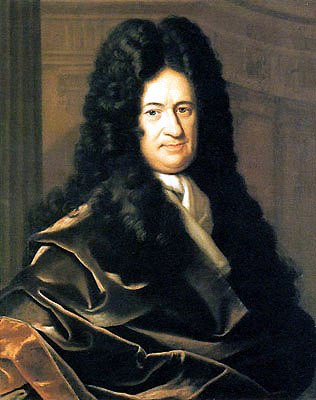
Gottfried Leibniz (1646-1716), portret rond 1700

Het idee dat de bestaande wereld de beste van alle mogelijke werelden is (Frans: le meilleur des mondes possibles, Duits: Die beste aller möglichen Welten) werd in 1710 geformuleerd door de Duitse filosoof Gottfried Leibniz in zijn Théodicée. Leibniz probeert in dit werk het probleem van het lijden logisch op te lossen en komt tot de conclusie dat er geen betere wereld mogelijk is dan de huidige; als er wel een betere wereld mogelijk was, dan had de goede God die immers wel geschapen.
Leibniz' redenering was voor Voltaire aanleiding om hem op de hak te nemen in de roman Candide, waarin dr. Pangloss (Grieks pan- + glossa: die alle talen spreekt) vanuit misplaatst optimisme alle ellende in de wereld wegredeneert.